# Институт по металознание, съоръжения и технологии с Център по хидро- и аеродинамика „Академик Ангел Балевски“
Институтът по металознание, съоръжения и технологии с Център по хидро- и аеродинамика „Академик Ангел Балевски“ при Българска академия на науките развива научноизследователската дейност и провеждане на фундаментални и приложни научни изследвания и обучение в областта на металознанието, термичната обработка, леенето, кристализацията, структурата и свойствата на метали и сплави, композитни и наноматериали, моделирането на пластичност, разрушаването на материалите, функционалността и надеждността на конструкции, корабната хидродинамика, аеродинамиката, водния транспорт, океанското и брегово инженерство, морските и речни катастрофи и кризи, националната сигурност и отбраната на страната.

## История
На 1 януари 1960 г. в Българска академия на науките е създадена самостоятелна секция „Металознание и технология на металите“ заради нов метод за леене с противоналягане, който е патентован в България през 1961 г., а след това и в 38 най-развити в икономическо отношение страни в света.
На 1 януари 1967 г. официално е открит Институтът по металознание и технология на металите (ИМТМ) към БАН. Основатели на института са създателите на метода за леене с противоналягане академик Ангел Балевски и член-кореспондент Иван Димов. През 1993 г. ИМТМ е реорганизиран в Институт по металознание при БАН. От 20 декември 2004 г. институтът носи името на акад. Ангел Балевски, а през 2010 г. е преименуван на Институт по металознание, съоръжения и технологии с център по хидро- и аеродинамика „Акад. Ангел Балевски“.

## Научна дейност
Технологиите и машините за леене с противоналягане се използват в автомобилната индустрия – при производството на автомобилни джанти. Машини и технологии, разработени в Института се използват от различни фирми в Германия, Франция, Италия, Полша, Австрия, Унгария, Румъния, Русия, Китай, Индия, Канада, САЩ и др. Значителна част от научноизследователската дейност на Института е насочена към проектиране и изработване на изделия и системи, които осигуряват националната сигурност и отбраната на България срещу нападения по земя, вода и въздух. Продукцията е съвместима с изискванията на НАТО.

## Награди
Голяма част от разработките на Института са получили международни награди, грамоти и медали от международни изложения за техника, технологии и иновации. Някои от наградите са:
- Награда „Интернационална технология“ (1981);
- Европейска награда за технология на Френската търговска камара (1983, 1987);
- Насърчителна награда за Европейска научна разработка на фондацията „Кьорбер“ (1985);
- Награда на Световната организация за интелектуална собственост (1986);
- Европейска награда за технология на Френската търговска камара (1987);
- Златен медал на Дизел на Германския институт за изобретения (1990);
- Наградата Америка за технология (1991, съвместно с M&T 2001 Ltd. Канада);
- Награда за иновации на Аутомеканика, Франкфурт, Германия (2004).[3]